# Kronau
Kronau je općina u njemačkoj pokrajini Baden-Württemberg, u okrugu Karlsruhe. Ima 5634 stanovnika krajem 2007. Kronau je i jedino naselje općine.

## Vanjske poveznice
- Službena stranica (njem.)

### Ostali projekti
|  | Zajednički poslužitelj ima još gradiva o temi Kronau |